# Dynamine 1
La dynamine 1 est l'une des trois dynamines, famille de protéines cytoplasmiques associée aux clathrines et impliquée dans la formation de vésicules lors de l'endocytose. Son gène est le DNM1 situé sur le chromosome 9 humain.

## Rôles
Elle est exprimée essentiellement au niveau des neurones, avec la dynamine 3, et intervient dans la formation des vésicules endo-synaptiques.